# MH 93. Jurisics Miklós Páncéltörő Tüzérezred
A Magyar Honvédség 93. Jurisics Miklós Páncéltörő Tüzérezred, a Magyar Honvédség 1997-ben felszámolt ezrede volt.

## A szervezet rövid története
Az alakulat 1958-ban Abasáron alakult meg a gyöngyösi 4. Gépkocsizó Lövészhadosztály páncéltörő tüzérosztályként. 1963. július 29-én Marcalira helyezték az ún. külső Petőfi Sándor Laktányába. Fegyverzete ekkor 57 mm-es 1943 mintájú páncéltörő ágyú (ZiSZ–2)-ból állt.
A Marcaliba való átköltözéssel a 8. Gépkocsizó Lövészhadosztály állományába tartozott. Ekkor 76 mm-es 1942M páncéltörő ágyúkkal és 85 mm-es páncéltörő ágyúkkal volt felszerelve.
Az 1970-es évek technikai fejlesztése után az osztály 1. és 2. tüzérütege 100 mm-es páncéltörő ágyúval a 3. tüzérüteg pedig 9P113-P Maljutka harci géppel rendelkezett.
A "VELENCE-II" szervezési intézkedésnek megfelelően 1973 februárjában az alakulatot átcsoportosították Szombathelyre.
1979-ben ezreddé fejlesztették. A 8. Gépesített Lövészhadosztály 1987-es felszámolásáig annak közvetlen alakulata volt. Ezután az 1. Gépesített Hadtest közvetlen alakulata lett.
A 90-es években a szervezete a következőképpen épült fel:
- Törzsüteg az ezred felderítő rajával, 5 db tűzalegysége volt.
- 3 db páncéltörő tüzérüteg, 2 db páncéltörő rakétaüteg volt. A tüzér- és rakétaütegek egy parancsnoki szakaszból és két tűzszakaszból álltak. Szakaszonként 6-6 db 100 mm-es MT-12 páncéltörő ágyúval, vagy 9P113 Maljutka harci géppel voltak felszerelve. Minden üteg felderítő rajába PSZNR-5 mozgócél felderítő lokátort, valamint az ezred és az ágyús ütegek felderítő rajaiban megtalálható volt egy-egy sztereo távmérő is. Így tehát 18 db páncéltörő ágyúval, 12 db harci géppel, 5 db PSZNR-5-ös és 4 db sztereo távmérővel rendelkezett.

1990-ben felvette Kőszeg hős védőjének nevét és lett MH 93. Jurisics Miklós Páncéltörő Tüzérezred. Az ezred 1997. augusztus 31-én felszámolásra került.